# Isabel da Inglaterra (1214–1241)
Isabel da Inglaterra (em inglês:  Isabella; Gloucester, 1214 —  Foggia, 1 de dezembro de 1241) foi a filha do rei João de Inglaterra e de sua segunda esposa, a condessa Isabel de Angolema. Ela era a segunda menina a nascer dessa união.

## Família
Seus avós paternos eram Henrique II de Inglaterra e Leonor da Aquitânia e seus avós maternos eram Aimer de Angoulême e Alice de Courtenay.
Seus irmãos por parte de pai e mãe eram: 
- Henrique III de Inglaterra - Sucessor ao trono inglês
- Ricardo, 1.º Conde da Cornualha - Rei dos Romanos, casado três vezes. Com sua primeira e segunda esposa Isabel Marshal e Sancha da Provença, teve filhos. Com sua última esposa, Beatriz de de Falkenburgo, não deixou descendência.
- Joana, Rainha da Escócia - Casada com Alexandre II da Escócia. Sem filhos.
- Leonor, Condessa de Leicester - Esposa de Guilherme Marshal, 2° conde de Pembroke e Simão de Montfort, 6.° Conde de Leicester. Teve filhos com o segundo marido.

Após a morte de seu pai em 19 de outubro de 1216, sua mãe se casou novamente em 10 de maio de 1220 com Hugo X de Lusignan, de quem ela foi noiva antes de seu casamento com o Rei. Isabel teve nove meios-irmãos:
- Hugo XI de Lusignan - Sucessor de seu pai como Conde de La Marche e Conde de Angoulême
- Aymer de Valence - Bispo de Winchester
- Inês de Lusignan – Casada com Guilherme II de Chauvigny e teve filhos
- Alice de Lusignan, condessa de Surrey|Alice, Condessa de Surrey -  Esposa de João de Warenne, 6.° conde de Surrey e teve descendência
- Guido de Lusignan
- Godofredo de Lusignan
- Isabel de Lusignan
- Guilherme de Lusignan
- Margarida de Lusignan

## Biografia
Em um encontro com Frederico II da Germânia em Rieti, o Papa Gregório IX sugeriu que ele se casasse com Isabel. A primeira reação do Imperador foi o medo de perder seus aliados franceses, mas após considerar que esse casamento poderia acabar com o conflito entre França e Inglaterra que ocorria em razão das possessões de terras pelos ingleses em territórios franceses, ele aceitou a ideia. O noivado foi formalizado em fevereiro de 1235.
Para arrumar o dote requerido por Frederico, Henrique III foi obrigado a aumentar os impostos para poder dar ao Imperador os 30 mil marcos exigidos. Esse dinheiro era destinado à financiar as guerras do Imperador no Norte da Itália.
Isabel tinha 20 anos à época, e seu futuro marido já ficara viúvo por duas vezes e agora tinha 40 anos. Em rumo ao seu casamento, Isabel retirou o véu tradicional que cobria seu rosto, encantando as mulheres locais de Colônia.

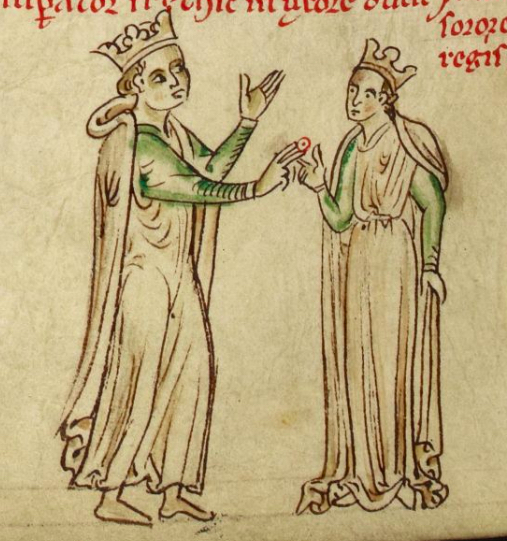
O casamento de Isabel e Frederico.

O casal se casou na Catedral de Worms em 15 ou 20 de julho de 1235, onde a jovem princesa foi coroada Imperatriz do Sacro Império Romano-Germânico, Rainha da Germânia e Rainha da Sicília. Seu marido lhe presentou com o Monte Sant'Angelo, em Foggia.
Na corte, ela fazia parte do harém de seu marido, que incluía mulheres da Arábia, contando com a presença de eunucos negros. Frederico a autorizou a manter apenas duas damas de companhias inglesas, Margarida Biset e Kathrein, enquanto as outras foram mandadas de volta.
A imperatriz vivia em isolamento no castelo de Noventa Padovana, na Itália, sendo visitada regularmente pelo esposo. Quando seu irmão, Ricardo, 1.º Conde da Cornualha voltou das Cruzadas, ele recebeu permissão para visitá-la, porém à sua irmã não foi permitido estar presente na recepção oficial.
Enquanto a Corte Imperial estava em Foggia, a rainha deu à luz seu último filho, morrendo em seguida. Foi enterrada ao lado da esposa anterior de Frederico, Isabel II de Jerusalém, na Catedral de Andria.

## Filhos
- Jordano (nascido e morto em 1236) - pode ter sido chamado também de Frederico e Carlos Otão
- Inês (nascida e morta em 1237)
- Henrique (18 de janeiro de 1238 - maio de 1254)
- Margarida da Sicília (1 de dezembro de 1241 - 8 de agosto de 1270) - condessa de Turíngia como esposa de Alberto II de Meissen, com quem teve cinco filhos.

## Ancestrais
| Isabel da Inglaterra (1214–1241) Dinastia Plantageneta Nascimento: 1214 Morte: 1 de dezembro de 1241 |                                                                                             |                                       |
| Títulos reais                                                                                        |                                                                                             |                                       |
| Precedido por: Margarida da Áustria                                                                  | Rainha da Germânia 15/20 de julho de 1235 – maio de 1237                                    | Sucedido por: Isabel da Baviera       |
| Precedido por: Isabel II de Jerusalém                                                                | Rainha da Sicília 15/20 de julho de 1235 – 1 de dezembro de 1241                            | Sucedido por: Isabel da Baviera       |
| Precedido por: Isabel II de Jerusalém                                                                | Imperatriz do Sacro Império Romano-Germânico 15/20 de julho de 1235 – 1 de dezembro de 1241 | Sucedido por: Margarida II de Hainaut |